# Eugenia Kisimova
Eugenia Kisimova, född 1831, död 1885, var en bulgarisk feminist och filantrop. Hon grundade 1869 den första kvinnorättsorganisationen i Bulgarien, Женска община, och var dess första ordförande. Hon arbetade för att öka kvinnors rätt till utbildning genom grundande av fler flickskolor. Hon var en pionjär för kvinnorörelsen i sitt land.
Eugenia Kisimova tillhörde en förmögen köpmansfamilj i Tărnovo och utbildades i en skola för flickor. Som vuxen skapade hon kontakter bland intellektuella och kulturella kretsar, och fick uppfattningen av att även kvinnor borde delta i det offentliga livet och samhällsdebatten i stället för att begränsa sig till enbart familjelivet i hemmet, och det första steget till detta var att förse kvinnor med utbildning. 1869 grundade hon Bulgariens första kvinnoförening. Dess syfte var att samla in pengar för att grunda skolor för flickor: året därpå grundades även söndagsskolor, och snart finansierade föreningen även kvinnors studier utomlands, i länder där högre utbildning var öppen för kvinnor, som i Ryssland och Rumänien. Under rysk-turkiska kriget (1877-1878) organiserade Kisimova även medicinsk vård för sårade soldater och vård för krigsflyktingar.